# Sonagyl
Sonagyl är en sjö i Älmhults kommun i Småland och ingår i Mörrumsåns huvudavrinningsområde. Sjön har en area på 0,0648 kvadratkilometer och ligger 170 meter över havet.

## Delavrinningsområde
Sonagyl ingår i det delavrinningsområde (627291-142113) som SMHI kallar för Utloppet av Vinen. Medelhöjden är 171 meter över havet och ytan är 21,89 kvadratkilometer. Det finns inga avrinningsområden uppströms utan avrinningsområdet är högsta punkten. Horgeån som avvattnar avrinningsområdet har biflödesordning 2, vilket innebär att vattnet flödar genom totalt 2 vattendrag innan det når havet efter 81 kilometer. Avrinningsområdet består mestadels av skog (58 %) och öppen mark (13 %). Avrinningsområdet har 3,25 kvadratkilometer vattenytor vilket ger det en sjöprocent på 14,8 %.